# Howell Emanuel Donaldson III
Howell Emanuel "Trai" Donaldson III (nacido el 26 de enero de 1993) es un asesino en serie que fue condenado por los asesinatos en 2017 de tres hombres y una mujer en el vecindario de Seminole Heights en Tampa, Florida. Las cuatro víctimas fueron asesinadas a tiros aparentemente al azar. Antes de su arresto, los medios llamaron al asesino el asesino en serie de Seminole Heights.
El 28 de noviembre de 2017, la policía arrestó a Donaldson después de que le entregó una pistola en una bolsa a su gerente en el McDonald's donde trabajaba y le ordenó que enterrara la bolsa sin abrirla. La investigación posterior reveló que la pistola pudo haber disparado las balas utilizadas en los asesinatos y que el teléfono celular de Donaldson había estado en las proximidades de los asesinatos en los momentos relevantes, mientras que una búsqueda en el vehículo de Donaldson encontró ropa similar a la que se ve en las imágenes de vigilancia del asesinato.
Sobre esa base, la policía acusó a Donaldson de cuatro cargos de asesinato. Donaldson afirmó que la pistola le pertenecía, pero no indicó si había cometido los asesinatos. Donaldson fue acusado formalmente de los cargos el 7 de diciembre de 2017. Se declaró inocente de todos los cargos cinco días después.
El 23 de enero de 2018, el fiscal estatal de Hillsborough, Andrew Warren, anunció que su oficina buscaría la pena de muerte contra Donaldson. El juicio de Donaldson se fijó para agosto de 2023. El 1 de mayo de 2023, Donaldson se declaró culpable de los asesinatos y fue sentenciado a cuatro cadenas perpetuas consecutivas sin libertad condicional.

## Primeros años
Howell fue jugador de baloncesto del baloncesto masculino St. John's Red Storm de la Universidad de San Juan de 2011 a 2012.

## Víctimas

### Benjamin Edward Mitchell
Un hombre fue asesinado a tiros alrededor de las 12:00 del mediodía del 9 de octubre de 2017, mientras esperaba en una parada de autobús cerca de North 15th Street y East Frierson Avenue en el vecindario de Seminole Heights. La víctima fue identificada como Benjamin Edward Mitchell, un hombre afroamericano de 22 años. Es la primera víctima conocida, cronológicamente, del asesino en serie. Mitchell había salido de su casa aproximadamente a una cuadra de distancia y se dirigía a ver a su novia.

### Monica Caridad Hoffa
En la mañana del 13 de octubre, un equipo de paisajismo de la ciudad estaba a punto de segar un campo cubierto de maleza en la cuadra 1000 de East New Orleans Avenue cuando tropezaron con el cuerpo de una mujer. La víctima, identificada más tarde como Mónica Caridad Hoffa, una mujer blanca de 32 años, fue asesinada a tiros mientras caminaba hacia la casa de un amigo. Se cree que el tiroteo ocurrió a última hora del 11 de octubre o en algún momento del 12 de octubre. La policía dijo que no había una conexión clara entre Hoffa y Mitchell, la primera víctima. Su cuerpo fue encontrado a media milla de donde mataron a Mitchell.

### Anthony Naiboa
Un hombre hispano de 20 años con autismo fue asesinado a tiros alrededor de las 7:57 pm del 19 de octubre, en la calle 15 cerca de la avenida Wilder. Anthony Naiboa terminó en el área después de tomar el autobús equivocado a casa desde el trabajo. Estaba caminando hacia una parada de la Ruta 9 cuando le dispararon en la cabeza y lo mataron en la acera. Era el mayor de cinco hermanos e hijo de Carmen Rodríguez y Casimar Naiboa. Nació en el Bronx, Nueva York, y se mudó a Florida cuando tenía nueve años. Era un rapero de Soundcloud conocido como "James Firefox" y formaba parte del fandom Furry.

### Ronald Felton
Aproximadamente a las 4:50 am del 14 de noviembre, un hombre de 60 años estaba cruzando la avenida North Nebraska, justo al norte de la calle East Caracas, cuando el sospechoso se acercó por detrás y le disparó fatalmente. La víctima, identificada como Ronald Felton, caminaba hacia New Seasons Apostolic Ministries para encontrarse con el pastor y prepararse para distribuir alimentos a las familias necesitadas. Había sido voluntario en el banco de alimentos durante más de una década.

## Respuesta comunitaria
El 13 de octubre, la policía dedujo que los asesinatos de Mitchell y Hoffa estaban conectados basándose en pruebas balísticas que mostraban que las balas de ambas víctimas procedían de la misma pistola Glock. Aumentaron las patrullas en la zona y emitieron un comunicado instando a la gente a no caminar sola por la noche. A excepción de un video granulado de la cámara de seguridad de un hombre con una sudadera con capucha, la policía de Tampa tenía muy pocas pistas y ningún sospechoso. Docenas de personas del área de la Bahía de Tampa también se reunieron para llorar la muerte de Mitchell, Hoffa, Naiboa y Felton en distintas ocasiones.
El 31 de octubre de 2017, más de 50 agentes de policía estaban estacionados en el área de Seminole Heights, así como el entonces jefe de policía interino de Tampa, Brian Dugan, y el alcalde de Tampa, Bob Buckhorn, para garantizar una noche segura de pedir dulces para los jóvenes de la comunidad. Oficiales de la Patrulla de Caminos de Florida (FHP), la oficina del sheriff del condado de Hillsborough y oficiales de Tampa estaban estacionados por toda la comunidad en automóviles y a caballo.
Se ofreció una recompensa de 110.000 dólares por información que condujera a las personas responsables de los asesinatos.

## Investigación
El video de vigilancia de los asesinatos de Mitchell y Felton mostró al sospechoso usando una sudadera con capucha que aparentemente era de color claro, aunque los detectives dijeron que los colores son engañosos ya que los colores oscuros a menudo aparecen como colores claros en el video infrarrojo. Además, después del asesinato de Felton, los testigos dijeron a la policía que el sospechoso vestía ropa completamente oscura. Al menos un testigo describió al sospechoso como un hombre negro de tez clara y constitución delgada, que se estimaba entre 6 pies y 6 pies y 2 pulgadas de alto.
El Departamento de Policía de Tampa arrestó a un sospechoso, Howell Emanuel Donaldson III, el 28 de noviembre de 2017, en un restaurante de comida rápida McDonald's en Ybor City. Donaldson, que trabajaba en el restaurante, le dijo a Delonda Walker, su gerente, que iba a una sucursal de Amscot y que se iría de la ciudad después de obtener un adelanto en efectivo. Él cobró su sueldo, entregó su uniforme y luego le entregó una pistola envuelta en una bolsa de papel para ensalada. Donaldson le ordenó a Walker que le dijera a cualquiera que preguntara que no lo había visto, que no abriera la bolsa y que la enterrara en algún lugar lo suficientemente profundo como para que no la encontraran accidentalmente. Afirmó que la bolsa estaba involucrada en el último deseo de su madre, en un intento fallido de evitar que su gerente mirara en la bolsa.
Walker notificó a un policía que, casualmente, se encontraba en el estacionamiento del restaurante. El oficial pidió refuerzos y la policía estaba esperando para arrestar a Donaldson cuando regresó a su vehículo.
Donaldson accedió a registrar su vehículo, donde la policía de Tampa encontró ropa manchada con lo que parecía ser sangre y que encajaba con la descripción derivada de las imágenes de seguridad y los relatos de testigos presenciales. También descubrieron que los datos de ubicación de su teléfono celular coincidían con la fecha, hora y ubicación proporcionada en las imágenes de seguridad. La policía de Tampa afirma que las pruebas de balística muestran que se utilizó la Glock calibre 40 de Donaldson para cometer los cuatro asesinatos, y que en las escenas de los crímenes se encontraron casquillos que coincidían con el arma.
Su juicio estaba previsto que comenzara el 10 de agosto de 2020, pero un juez aceptó una moción de la defensa para que Donaldson fuera juzgado por cada asesinato por separado, citando las diferentes circunstancias que rodeaban a cada víctima. Si fuera declarado culpable, Donaldson podría haber enfrentado la pena de muerte. El 1 de mayo de 2023, Donaldson se declaró culpable de los asesinatos y fue sentenciado a cuatro cadenas perpetuas consecutivas sin libertad condicional.
Delonda Walker recibió una recompensa de 110.000 dólares por proporcionar información que condujera al arresto del presunto asesino en serie.